# Walsdorf (Eifel)
Walsdorf ist eine Ortsgemeinde im Landkreis Vulkaneifel in Rheinland-Pfalz. Sie gehört der Verbandsgemeinde Gerolstein an.

## Geographie
Die Gemeinde liegt im Naturpark Vulkaneifel etwa drei Kilometer südöstlich von Hillesheim.
Zilsdorf ist ein Ortsteil der Gemeinde.

## Geschichte
806 wurde in einer Schenkungsurkunde an das Kloster Prüm eine „Villa Wallemaresdorp“ erwähnt. Es ist allerdings umstritten, ob es sich dabei um Walsdorf handelt. 1023 gab es gesichert Güter auf dem Arensberg. 1353 wird eine „Centerei Walsdorf“ erwähnt.
Walsdorf und Zilsdorf gehörten bis Ende des 18. Jahrhunderts zur reichsunmittelbaren Herrschaft Kerpen, die im Besitz der Herzöge von Arenberg war. Ein Teil des Dorfes Walsdorf gehörte zum kurtrierischen Amt Daun.
Am 17. März 1974 wurde die bis dahin selbständige Gemeinde Zilsdorf mit 138 Einwohnern nach Walsdorf eingemeindet.
Bevölkerungsentwicklung
Die Entwicklung der Einwohnerzahl von Walsdorf bezogen auf das heutige Gemeindegebiet; die Werte von 1871 bis 1987 beruhen auf Volkszählungen:
| Jahr | Einwohner |
| ---- | --------- |
| 1815 | 423       |
| 1835 | 557       |
| 1871 | 678       |
| 1905 | 612       |
| 1939 | 683       |
| 1950 | 763       |
| 1961 | 777       |

| Jahr | Einwohner |
| ---- | --------- |
| 1970 | 783       |
| 1987 | 758       |
| 1997 | 810       |
| 2005 | 916       |
| 2011 | 908       |
| 2017 | 899       |
| 2023 | 927       |

## Politik

### Gemeinderat
Der Gemeinderat in Walsdorf besteht aus zwölf Ratsmitgliedern, die bei der Kommunalwahl am 9. Juni 2024 in einer personalisierten Verhältniswahl gewählt wurden, und dem ehrenamtlichen Ortsbürgermeister als Vorsitzendem.
Die Sitzverteilung im Gemeinderat:
| Wahl | WGMe 1 | WGMü 2 | WGL 3 | WGS 4 | Gesamt   |
| ---- | ------ | ------ | ----- | ----- | -------- |
| 2024 | 7      | 3      | 2     | –     | 12 Sitze |
| 2019 | 7      | 3      | 2     | –     | 12 Sitze |
| 2014 | 6      | 4      | –     | 2     | 12 Sitze |

### Bürgermeister
Horst Well wurde Ende 2018 Ortsbürgermeister von Walsdorf, nachdem er bereits seit Mai als Erster Beigeordneter die Amtsgeschäfte geführt hatte. Bei der Direktwahl am 26. Mai 2019 wurde er mit einem Stimmenanteil von 88,20 % und am 9. Juni 2024 als einziger Bewerber mit 75,1 % jeweils für weitere fünf Jahre in seinem Amt bestätigt.
Wells am 22. Mai 2018 verstorbener Vorgänger Horst Kolitsch hatte das Amt über 24 Jahre ausgeübt.

### Wappen
| Wappen von Walsdorf | Blasonierung: „In silbernem Schild ein schräglinker, roter Balken, belegt mit drei goldenen Mispelblüten mit blauen Butzen, oben begleitet von einem roten Ring, unten von einer roten Lilie.“ |
| Wappen von Walsdorf | Wappenbegründung: Der rote Schrägbalken mit den Mispelblüten ist dem Wappen der Grafen und Herzöge von Aremberg entlehnt, zu deren reichsunmittelbaren Besitz Walsdorf und Zilsdorf gehörten. Der rote Ring steht für den Heiligen Arnulf, der Kirchen- und Ortspatron in Walsdorf ist. Die Lilie wurde als Attribut des Heiligen Antonius von Padua aufgenommen, der Kapellen- und Ortspatron von Zilsdorf ist. |

## Kultur und Sehenswürdigkeiten

### Bauwerke
siehe Liste der Kulturdenkmäler in Walsdorf

### Naturdenkmäler
Bemerkenswert ist das Walsdorfer Trockenmaar, der Lava-Steinbruch im Süden von Walsdorf und der Vulkankrater Arensberg (auch Arnulphusberg genannt) im Norden.

## Verkehr
Der Bahnhof Walsdorf lag an der inzwischen stillgelegten Bahnstrecke Dümpelfeld–Lissendorf ("Mittlere Ahrtalbahn").